# Бор (Монморо Сен Сибар)
Бор (фр. Bor) насеље је и општина у западној Француској у региону Поату-Шарант, у департману Шарант која припада префектури Ангулем.
По подацима из 2011. године у општини је живело 239 становника, а густина насељености је износила 14,81 становника/km². Општина се простире на површини од 12,28 km². Налази се на средњој надморској висини од 140 метара (максималној 144 m, а минималној 68 m).

## Демографија
| 1962. | 1968. | 1975. | 1982. | 1990. | 1999. | 2011. |
| ----- | ----- | ----- | ----- | ----- | ----- | ----- |
| 175   | 177   | 161   | 149   | 167   | 148   | 239   |

График промене броја становника у току последњих година